# Mary of Lancaster
Lady Mary of Lancaster, auch Mary Plantagenet, verheiratete Mary Percy, Baroness Percy (* um 1320 auf Tutbury Castle; † 1. September 1362) war eine englische Adlige.
Mary of Lancaster entstammte einer Nebenlinie des englischen Herrscherhauses Plantagenet. Sie war die jüngste Tochter von Henry of Lancaster, 3. Earl of Lancaster, aus dessen Ehe mit Maud de Chaworth. Ihre Mutter starb um 1322, ihr Vater wurde als Erbe seines Bruders Earl of Leicester und Earl of Lancaster. Vermutlich im September 1334 heiratete Mary auf Tutbury Castle Henry Percy, den ältesten Sohn von Henry Percy, 2. Baron Percy und Idoine de Clifford. 1352 erbte ihr Mann die Besitzungen seines Vaters und den Titel Baron Percy.
Sie hatte aus ihrer Ehe mindestens zwei Kinder: 
- Henry Percy, 1. Earl of Northumberland, 4. Baron Percy (1341–1408);
- Thomas Percy, 1. Earl of Worcester (1343–1403).

Sie wurde in Alnwick Abbey in Northumberland beigesetzt. Nach ihrem Tod heiratete ihr Mann in zweiter Ehe Joan de Orreby.